# Félix de Azúa de Pastors
Félix de Azúa de Pastors (Barcelona, 1874-ibídem, 1939) fue un arquitecto español.

## Biografía
Fue hijo del también arquitecto Félix de Azúa Gasque. Su hijo Félix de Azúa Gruart siguió igualmente la profesión.

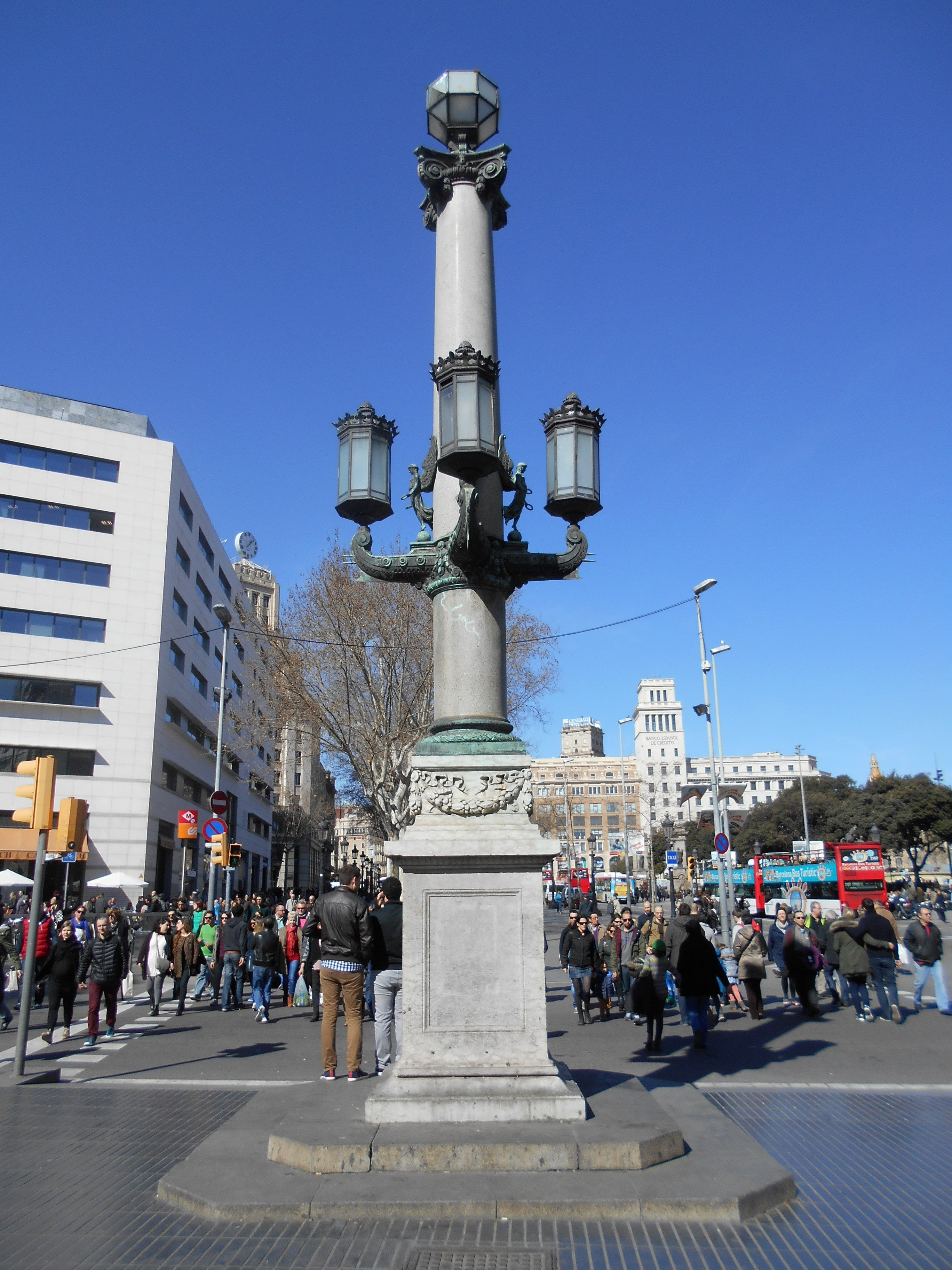
Farola de Canaletas (1928).

Entre 1902 y 1906 fue profesor de la Escuela de Artes e Industria de Sant Feliu de Guíxols, localidad en la que también realizó varios proyectos, como el Café Mercurio —actualmente sede de la biblioteca i archivo municipal—, o la Casa Sala —hoy conocida como Casa Ruscalleda—, ambos de 1904. En diciembre de 1906 ganó por oposición una plaza de profesor en la Escuela Técnica Superior de Arquitectura de Barcelona, en la cátedra de "Modelado en barro y copia en yeso", por lo que se instaló en la Ciudad Condal.
Fue arquitecto municipal de Barcelona, cargo para el que intervino en la urbanización de la plaza de Cataluña entre 1925 y 1929, junto a Francesc Nebot, Antoni Darder, Pere Domènech i Roura, Enric Catà y Eugenio Cendoya.
En 1928 diseñó la farola de Canaletas, situada al inicio de la Rambla tocando con la plaza de Cataluña, cerca de la fuente homónima. De las ocho que estaban previstas para la plaza solo se realizó esta. Está formada por una columna de granito con un cuerpo central de bronce con cuatro farolas sobre cuerpos en forma de proa de barco y cuatro estatuillas de victorias aladas, y coronado por una linterna en forma de esfera, en un estilo cercano al art déco.
Para la Exposición Internacional de 1929 proyectó junto a Adolfo Florensa el Palacio de Comunicaciones y Transportes, situado en Montjuic. Presenta una línea de estilo neoclásico inspirado en la arquitectura académica francesa. Era de los edificios más grandes de la Exposición, con una superficie de 16 000 m². Con fachada a la plaza de España y a la avenida de la Reina María Cristina, su estructura está articulada alrededor del hemiciclo con columnata proyectado para la plaza por Josep Puig i Cadafalch y Guillem Busquets. En la parte de la avenida de la Reina María Cristina presenta otra fachada en forma de arco de triunfo rematada con un grupo escultórico donde destaca la figura de una Victoria. En la actualidad forma parte de la Feria de Muestras de Barcelona.